# 山本一徳
山本 一徳（やまもと かずのり、1983年6月13日 - ）は、島根県安来市出身の元プロ野球選手（投手）。左投左打。

## 経歴

### プロ入り前
島根県安来市出身。小学校1年生の頃から野球を始め、安来高校では2年夏の県大会2回戦で7回コールドながらノーヒットノーランを達成し、ベスト4進出に貢献。3年生の5月に腰を痛め、同年夏は外野手として7安打3打点を挙げたが、ベスト8で出雲工業高に敗れた。高校卒業後は上京し浪人生活を送る。一浪の末、一般入試で早稲田大学に入学。
東京六大学では宮本賢、大谷智久の左右のエースの存在もあり未勝利に終わった。リーグ通算12試合に登板、0勝0敗、防御率4.70、20奪三振を記録。独特のスリー・クォーターから繰り出す最速144km/hの動く速球と184cm、90kgという恵まれた体格を買われ、2006年のプロ野球ドラフト会議で日本ハムから5巡目で指名された。既にトヨタ自動車に進むことが内定していたが、同年11月30日に契約金と年俸それぞれ6,000万円、1,200万円（いずれも推定）で契約を結び、宮本らとともに入団した。

### 日本ハム時代
2007年はルーキーながら開幕一軍に登録され、12試合に登板した。2008年は一軍出場はなかったが、二軍でイースタン・リーグ最多の43試合に登板し経験を積んだ。
2010年オフ、根本朋久との交換トレードが11月22日に公示され、高口隆行と共に千葉ロッテマリーンズへ移籍した。

### ロッテ時代
2011年7月20日、対オリックス戦でプロ5年目にして初勝利を挙げた。同年は、自己最多の14試合に登板し、防御率2.87の成績を残した。
2012年は一軍登板なし。二軍では17試合に登板したが、防御率10.45と散々な結果に終わった。2012年10月7日付けで戦力外通告を受け、現役を引退する。

### 引退後
2013年からは古巣日本ハムに戻り、ベースボール・オペレーション・システム担当職員となった。

## 詳細情報

### 年度別投手成績
| 年 度     | 球 団     | 登 板 | 先 発 | 完 投 | 完 封 | 無 四 球 | 勝 利 | 敗 戦 | セ 丨 ブ | ホ 丨 ル ド | 勝 率 | 打 者 | 投 球 回 | 被 安 打 | 被 本 塁 打 | 与 四 球 | 敬 遠 | 与 死 球 | 奪 三 振 | 暴 投 | ボ 丨 ク | 失 点 | 自 責 点 | 防 御 率 | W H I P |
| --------- | --------- | ----- | ----- | ----- | ----- | -------- | ----- | ----- | -------- | ----------- | ----- | ----- | -------- | -------- | ----------- | -------- | ----- | -------- | -------- | ----- | -------- | ----- | -------- | -------- | ------- |
| 2007      | 日本ハム  | 12    | 2     | 0     | 0     | 0        | 0     | 1     | 0        | 0           | .000  | 94    | 21.1     | 20       | 2           | 12       | 0     | 2        | 15       | 0     | 0        | 16    | 16       | 6.75     | 1.50    |
| 2009      | 日本ハム  | 3     | 0     | 0     | 0     | 0        | 0     | 0     | 0        | 0           | ----  | 10    | 2.1      | 2        | 1           | 1        | 0     | 0        | 3        | 1     | 0        | 2     | 2        | 7.71     | 1.29    |
| 2010      | 日本ハム  | 6     | 0     | 0     | 0     | 0        | 0     | 0     | 0        | 0           | ----  | 44    | 10.0     | 8        | 1           | 8        | 1     | 0        | 9        | 0     | 0        | 6     | 6        | 5.40     | 1.60    |
| 2011      | ロッテ    | 14    | 0     | 0     | 0     | 0        | 1     | 0     | 0        | 0           | 1.000 | 67    | 15.2     | 14       | 2           | 5        | 0     | 1        | 12       | 0     | 0        | 5     | 5        | 2.87     | 1.21    |
| 通算：4年 | 通算：4年 | 35    | 2     | 0     | 0     | 0        | 1     | 1     | 0        | 0           | .500  | 215   | 49.1     | 44       | 6           | 26       | 1     | 3        | 39       | 1     | 0        | 29    | 29       | 5.39     | 1.45    |

### 記録
- 初登板：2007年3月27日、対オリックス・バファローズ1回戦（京セラドーム大阪）、7回裏に2番手で救援登板・完了、2回無失点
- 初奪三振：2007年3月31日、対西武ライオンズ3回戦（札幌ドーム）、7回表に細川亨から空振り三振
- 初先発：2007年9月23日、対福岡ソフトバンクホークス23回戦（札幌ドーム）、6回2/3を3失点で敗戦投手
- 初勝利：2011年7月20日、対オリックス・バファローズ11回戦（京セラドーム大阪）、5回裏1死に2番手で救援登板、2/3回無失点

### 背番号
- 44 （2007年 - 2010年）
- 28 （2011年 - 2012年）